# No Place to Hide (singolo)
No Place to Hide è un singolo del gruppo musicale statunitense Korn, il primo estratto dal secondo album in studio Life Is Peachy e pubblicato il 14 settembre 1996.

## Successo
Questa è considerata la prima canzone che ha attirato la considerazione di MTV specialmente nel Regno Unito. Non essendoci però un vero e proprio video per questa canzone, MTV ne creò uno prendendo spezzoni dalla videocassetta del 1996 Who Then Now? e dai video precedenti.
Nel 1998 fu nominata per il Grammy Award alla miglior interpretazione metal. Fu la seconda nomination per i Korn in questa categoria.

## Tracce
Testi e musiche dei Korn.
CD promozionale (Regno Unito, Stati Uniti)
1. No Place to Hide – 3:31

CD singolo (Regno Unito – parte 1)
1. No Place to Hide (Album Version) – 3:31
2. Sean Olsen – 4:45
3. Proud (Previously Unreleased) – 3:14

CD singolo (Regno Unito – parte 2)
1. No Place to Hide (Album Version) – 3:31
2. Shoots and Ladders (Dust Brothers Industrial Mix) – 3:50
3. Shoots and Ladders (Dust Brothers Hip Hop Mix) – 4:07

7" (Regno Unito), 10" promozionale (Regno Unito)
- Lato A

1. No Place to Hide (Album Version) – 3:31

- Lato B

1. Proud (Previously Unreleased) – 3:14

## Formazione
Gruppo
- Jonathan Davis – voce, cornamusa, arrangiamento
- Fieldy – basso, arrangiamento
- Munky – chitarra, arrangiamento
- Head – chitarra, voce, arrangiamento
- David – batteria, arrangiamento

Produzione
- Ross Robinson – produzione, registrazione, missaggio
- Chuck Johnson – ingegneria del suono, missaggio
- Richard Kaplan – missaggio
- Eddy Schreyer – mastering

## Classifiche
| Classifica (1996) | Posizione massima |
| ----------------- | ----------------- |
| Regno Unito       | 26                |